# Héctor Lizárraga
Pour les articles homonymes, voir Lizarraga.
Hector Lizarraga est un boxeur mexicain né le 1er septembre 1966 à Mexico.

## Carrière
Passé professionnel en 1985, il remporte le titre vacant de champion du monde des poids plumes IBF le 13 décembre 1997 après sa victoire contre Welcome Ncita par abandon à l'issue de la 10e reprise. Lizarraga cède son titre dès le combat suivant en s'inclinant aux points contre Manuel Medina le 24 avril 1998. Il met un terme à sa carrière en 2003 sur un bilan de 38 victoires, 12 défaites et 5 matchs nuls.

## Référence
1. ↑  (en) 1998-04-24 Manuel Medina w pts 12 Hector Lizarraga, The Arena, San Jose, California, USA - IBF (boxrec.com)